# ポール・ヘイスティングス・アレン
ポール・ヘイスティングス・アレン（Paul Hastings Allen、1883年11月28日 - 1952年9月28日）は、アメリカ合衆国の作曲家。マサチューセッツ州ボストンに生まれ、同地で没した。

## 生涯
アレンは、ボストンの近隣地区のひとつであるハイド・パークに生まれた。ハーバード・カレッジを1903年に卒業し、イタリアのフィレンツェに渡ってアントニオ・スコントリーノに作曲を、ジュゼッペ・ブオナミーチ (Giuseppe Buonamici) にピアノを学んだ。第一次世界大戦中は、合衆国の外交当局に関わっていた。1920年にボストンに戻り、その後は一生をボストンで過ごした。アレンは多作な作曲家で、オペラ、交響曲、室内楽、声楽曲などの作品を残した。また、ジェイムズ・フェニモア・クーパーの『モヒカン族の最後』に基づいたオペラを書いた。また交響曲『Pilgrim』は、パデレフスキ賞を受賞した。作品は1909年の発表であったが、賞は1910年1月に授与された。アレンの作品の多くは、ハーバード大学の図書館に収蔵されている。

## 作品

### オペラ
- The Monastery（1911年）
- It filtro（1912年10月26日、ジェノヴァ）
- Milda（1913年6月14日、ヴェネツィア）
- L'ultimo dei Mohicani（1916年2月24日、ヴェネツィア）
- Cleopatra（1921年）
- La piccolo Figaro（1931年）[3]
- I fiori
- The Amaranths

## 交響曲
- 交響曲第1番ト長調「Al Mare」
- 交響曲第2番ハ長調「Cosmopolitan」
- 交響曲第3番ホ長調「Liberty」
- 交響曲第4番イ長調「Lyra」
- 交響曲第5番ホ長調「hoebus」
- 交響曲第6番ニ長調「Pilgrim」（パデレフスキ賞、1909年）
- 交響曲第7番変ホ長調「Somerset」
- 交響曲第8番ニ長調「Utopia[4]」